# Boerdonkse Aa
Pour les articles homonymes, voir Aa.
 (janvier 2017).
Le Boerdonkse Aa est une petite rivière néerlandaise du Brabant-Septentrional. C'est un affluent de l'Aa.

## Géographie
Elle naît à l'ouest de Beek en Donk du confluent du Goorloop et du Donkervoortse Loop, dans la commune de Laarbeek. Elle croise le Zuid-Willemsvaart puis passe au sud de Boerdonk, avant de se jeter dans l'Aa.